# Jiří Macháček

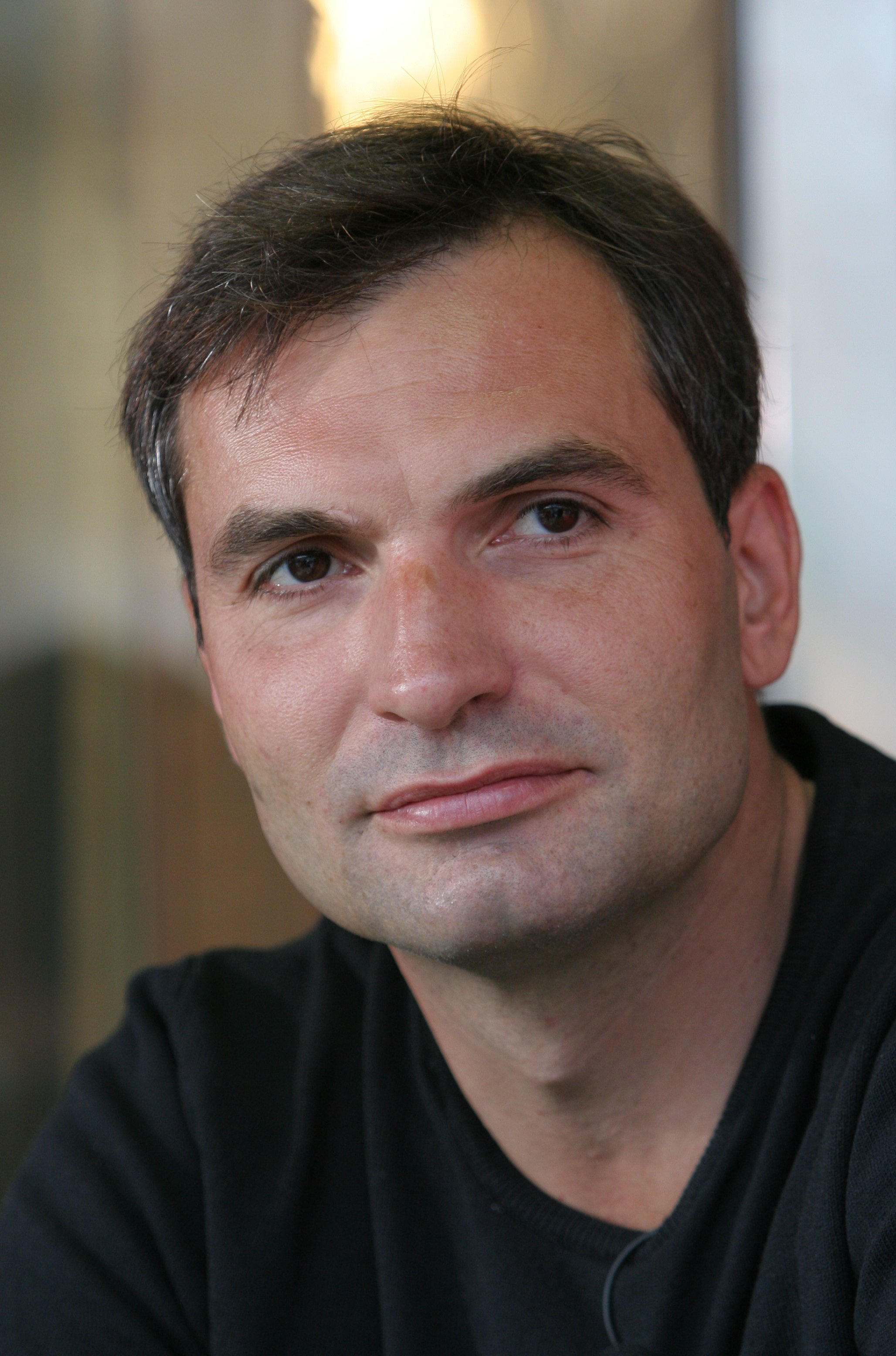
Jiří Macháček (2007)

Jiří Macháček (* 6. Juli 1966 in Litoměřice, Tschechoslowakei) ist ein tschechischer Schauspieler, Sänger und Songwriter.

## Biografie
Nach seinem Abschluss am Gymnázium Na Zatlance, studierte Macháček Musik am Konzervatoř Jaroslava Ježka, an der Juristischen Fakultät der Karls-Universität Prag und Schauspiel an der Theaterfakultät der Akademie der Musischen Künste in Prag (DAMU). Anschließend spielte er Theater und debütiert ein dem 1997 erschienenen und von Vladimír Drha inszenierten Märchenfilm Die Perlenjungfrau an der Seite von Karolína Sochorová und Filip Blažek als Filmschauspieler. Im Jahr 2000 wurde Macháček für seine Darstellung des Jakub in der Komödie Einzelgänger mit dem tschechischen Filmpreis Český lev als Bester Nebendarsteller ausgezeichnet. Eine weitere Nominierung als Bester Hauptdarsteller erhielt er für seine Darstellung in Horem pádem.
Parallel zu seiner Schauspielerei ist  auch Sänger und Songwriter in der Band Mig 21, mit der er bisher drei Alben veröffentlichte.
Seit dem Jahr 2000 ist Macháček von der Animatorin Kristina Dufková geschieden, mit der er zwei gemeinsame Kinder hat.

## Filmografie (Auswahl)
- 1997: Die Perlenjungfrau (O perlové panně)
- 1998: Große Fallen, kleine Fallen (Pasti, pasti, pastičky )
- 1999: Die Rückkehr des Idioten (Návrat idiota)
- 2000: Einzelgänger (Samotáři)
- 2002: Familienausflug mit kleinen Geheimnissen (Výlet)
- 2004: Horem pádem
- 2007: Leergut (Vratné lahve)
- 2010: Die Deutschen: August der Starke und die Liebe
- 2024: We're on it, Comrades! (To se vysvetlí, soudruzi!) (Fernsehserie)